# Optikkens Bog
Optikken eller Optikkens Bog (arabisk: كتاب المناظر; Latin: De Aspectibus eller Perspectiva; italiensk: Deli Aspecti) er en syvbinds afhandling om optik og andre fagområder af den arabiske guldalder-fysiker Abu-Ali al-Hasan ibn al-Haytham (965-1040), kendt som Alhazen i Vesten.